# Coleophora amasiella
Coleophora amasiella é uma espécie de mariposa do gênero Coleophora pertencente à família Coleophoridae.